# Akodon dolores
Akodon dolores is een zoogdier uit de familie van de Cricetidae. De wetenschappelijke naam van de soort werd voor het eerst geldig gepubliceerd door Thomas in 1916.

## Verspreidingsgebied
De soort wordt aangetroffen in het midden van Argentinië.